# Булатов, Владимир Георгиевич
Владимир Георгиевич Булатов (30 июня 1929, Новосибирск — 19 февраля 1976) — советский легкоатлет (прыжок с шестом), заслуженный мастер спорта СССР (1959).

## Биография
Родился в Новосибирске 30 июня 1929 года. Окончил Омский техникум физкультуры и Киевский институт физической культуры.
1954- женился на Ольге Федоровне Кошелевой (серебряный призер Спартакиады народов СССР 1956 года, участница чемпионата Европы 1954 года и Олимпиады в Мельбурне 1956 года).
28.02.1955- родился сын Виктор.
04.05.1961- родилась дочь Елена.
Спортивные достижения:
Чемпион СССР 1957 года, серебряный призёр СССР 1958—1960 годов, бронзовый призер СССР 1954—1955 годов.
Бронзовый призёр чемпионата Европы 1958 года в прыжках с шестом. Рекордсмен Европы. Победитель матчей СССР — Великобритания (1957), СССР — США (1958), СССР — ФРГ и СССР — Великобритания (1959).
Участник Олимпиад в Мельбурне (1956) и Риме (1960). Заслуженный мастер спорта (1959). Заслуженный тренер Белорусской ССР.
Владимир Булатов вошел в историю мировой легкой атлетики как первый русский шестовик, сумевший победить грозных американцев, безраздельно властвовавших в секторе для прыжков с шестом более 50 лет. Произошло это во время первого легкоатлетического матча "гигантов" СССР-США, который состоялся в Москве в конце июля 1958 года и вопреки прогнозам закончился победой советской сборной 172:170. Вклад Булатова в это событие неоценим. Его соперники Джим Брюер и Рональд Морис, видимо, рассчитывали на легкий выигрыш. Однако уверенность, с которой Владимир преодолевал высоту за высотой, заставила американцев занервничать. Первым выбыл из борьбы Брюер. На отметке 4,5 м настал черед Мориса. Эта высота оказалась победной для нашего земляка.
Дважды Владимир был участником Олимпийских игр. В Мельбурне он выступил неудачно и остался далеко за чертой призеров. А вот римская Олимпиада должна была стать победной. Накануне Игр Булатов был лидером сезона и реально претендовал на олимпийское "золото". Однако нелепая роковая случайность во время квалификационных прыжков, неудачное приземление - и перелом ноги. За борьбой своих соперников Булатов наблюдал в качестве зрителя. Дональд Брегт, ставший олимпийским чемпионом, хотел отдать золотую медаль нашему спортсмену, но тот отказался. Он мечтал выиграть ее в секторе.
После окончания карьеры тренировал сборную Кубы. С 1968 года работал в Белоруссии.
Умер 19 февраля 1976 года в Минске от спортивных травм (болезнь почек). Похоронен в Минске.
В Минске в 1979 году был проведен первый мемориал памяти Владимира Булатова. В Омске проводится ежегодный международный турнир Всероссийские соревнования в помещении «Мемориал Булатовых» по легкой атлетике. 